# Jiří Vršťala
Jiří Vršťala (ur. 31 lipca 1920 w Libercu, zm. 10 czerwca 1999 w Berlinie) – czeski aktor. W latach 1950–1987 zagrał w ponad pięćdziesięciu filmach.

## Wybrana filmografia
- 1953: Anna proletariuszka
- 1954: Najlepszy człowiek
- 1955: Dom na przedmieściu
- 1961: Diabelska przepaść
- 1962: Transport z raju
- 1963: Ikaria XB 1
- 1970: Twarz anioła